# Doły Goszczowickie
Doły Goszczowickie – użytek ekologiczny położony na terenie gminy Łambinowice w województwie opolskim, w pobliżu miejscowości Goszczowice. Jego powierzchnia wynosi 2,92 ha. Utworzony Rozporządzeniem Wojewody Opolskiego z dnia 3 lutego 1997 r.
Użytek jest miejscem bytowania i żerowania ptaków wodnych oraz ssaków łownych (jeziorko o powierzchni 0,15 ha jest kąpieliskiem dzików).